# Nymfópetra (Thessalonique)
Nymfópetra (grec moderne : Νυμφόπετρα) est une localité située dans le dème de Vólvi, dans le district régional de Thessalonique, dans la periphérie de Macédoine-Centrale, en Grèce.
Selon le recensement de 2011, elle compte 609 habitants.